# Haliey Welch
Haliey Welch ( /ˈheɪli/; 13 de julio de 2002) es una personalidad de Internet estadounidense. Se convirtió en un meme de Internet después de ser entrevistada para un video viral de TikTok de 2024 en el que usó un latiguillo, hawk tuah, una onomatopeya para escupir durante el sexo oral, específicamente, felación. También es conocida por una criptomoneda que enfrentó críticas tras su lanzamiento.

## Primeros años y personal
Welch es de Belfast, Tennessee, y trabajó en una fábrica de somieres antes de alcanzar la fama en Internet. Actualmente vive con su abuela en Nashville, Tennessee.

## Carrera

### Hawk tuah
El 11 de junio de 2024, un canal de YouTube de vox populi, Tim & Dee TV, propiedad de Tim Dickerson y DeArius Marlow, lanzó un video con una entrevista con Haliey Welch en el distrito de Broadway de Nashville, Tennessee, Estados Unidos. Welch y otra mujer se acercaron a Dickerson y Marlow y pidieron ser entrevistadas. La entrevista comenzó con lo que Dickerson y Marlow consideraron preguntas más suaves, como «¿Qué te hace material de esposa?». Finalmente, Dickerson y Marlow afirmaron que Welch alentó a Marlow a «darle un poco de sabor a las preguntas». Marlow respondió preguntando: «¿Cuál es el movimiento en la cama que hace que un hombre se vuelva loco cada vez?». La respuesta de Welch, con un marcado acento sureño, fue: You gotta give 'em that 'hawk tuah' and spit on that thang (en español «Tienes que darles ese 'hawk tuah' y escupir en esa cosa»), refiriéndose a escupir en el pene de un hombre como una forma de felación, aparentemente con fines lubricantes.
Al día siguiente, Marlow subió el clip a TikTok y casi inmediatamente otras cuentas en las redes sociales comenzaron a volver a publicar el video después de eliminar la marca de agua digital «Tim and Dee TV». Dickerson y Marlow estimaron que presentaron al menos cincuenta reclamos por infracción de derechos de autor en los días posteriores a la primera publicación del clip. El video original se había vuelto viral, recibiendo millones de visitas en TikTok, Instagram y YouTube, generando remixes y remakes del audio original, y ganándole a Welch el apodo de Hawk tuah girl (en español «Chica hawk tuah»). El vídeo y la frase se convirtieron en un meme.

### Popularidad
Al principio, Welch se sintió mortificada porque su clip se había vuelto tan viral. «La primera semana me sentí muy avergonzada», dijo Welch. «No salía de mi casa. Iba a trabajar, pero eso era todo. Aparte de eso, no iba a ningún lado. Pero pasé de sentir vergüenza a vivir el momento». Había visto a vendedores ambulantes promocionando atuendos no oficiales de su momento viral y decidió aprovechar el momento ella misma. «Si todos los demás ganan dinero con esto, yo también podría hacerlo». Finalmente, Welch creó una cuenta de Instagram y pronto ganó una cantidad considerable de seguidores en las redes sociales y atención de los medios. Dickerson y Marlow indicaron que estaban felices por Welch, pero estaban molestos por no recibir crédito por la fama de Welch.
Ella dejó su trabajo en la fábrica de resortes de cama el 27 de junio de 2024, y se asoció con una marca de ropa local para comenzar a vender productos Hawk Tuah, ganando más de $ 65,000 en un par de semanas. El 29 de junio, Welch se unió a Zach Bryan en el escenario durante su concierto en Nashville, Tennessee, para interpretar la canción de Bryan «Revival». Unos días después, Welch se unió a Shaquille O'Neal durante su set de DJ en Nashville. El 2 de julio, Welch firmó un contrato con The Penthouse para ser representada por ellos. El 15 de agosto, lanzó el primer lanzamiento ceremonial de un juego de los New York Mets.

### Talk Tuah
Welch estrenó un pódcast con la compañía de Jake Paul, Betr, Talk Tuah, en septiembre de 2024. Ocupó el puesto número cinco en las listas de los mejores podcasts de Spotify poco después de su lanzamiento.
El pódcast ha contado con invitados desde el principio; el primer episodio presenta a la comediante Whitney Cummings. A partir de ahí, el programa ha contado con un invitado en casi todos los episodios, incluido el rapero y cantautor Wiz Khalifa, el magnate de negocios Mark Cuban y la estrella de Dance Moms, JoJo Siwa.
En septiembre de 2024, una captura de pantalla falsa de un artículo de NPR se volvió viral en Twitter, afirmando que el expresidente Donald Trump había cancelado una aparición especial en el pódcast debido a su intento de asesinato en Florida.
En noviembre de 2024, una captura de pantalla falsa de un artículo de CNN se volvió viral en Instagram, afirmando que más de 75 000 de los votos contados en las elecciones presidenciales de Estados Unidos de 2024 eran votos por escrito para «Hawk Tuah» y «Talk Tuah».

### Otros emprendimientos
El 14 de noviembre, Welch lanzó una aplicación de consejos sobre citas, Pookie Tools. Para desarrollar la aplicación, Welch se asoció con Ben Ganz, fundador de Ultimate AI Studio, una plataforma de automatización de IA.

### Escándalo de criptomonedas
En diciembre de 2024, Welch lanzó una moneda meme de criptomoneda en Solana llamada $HAWK. La moneda alcanzó una capitalización de mercado de casi 500 millones de dólares antes de desplomarse a 25 millones de dólares, y al menos un inversor presentó una queja ante la Comisión de Bolsa y Valores de Estados Unidos. Esto llevó a que Welch y su equipo fueran acusados de llevar a cabo un esquema de pump and dump y a que la moneda fuera acusada de ser una estafa de salida, incluso por el periodista de criptomonedas Coffeezilla, quien también acusó a Welch y su equipo de traficar con información privilegiada. El equipo de Welch ha negado las acusaciones.
Más tarde ese mes, se presentó una demanda contra los creadores de $HAWK en la Corte de Distrito de los Estados Unidos para el Distrito Este de Nueva York por promover y vender ilegalmente criptomonedas que supuestamente nunca se registraron correctamente. Welch, que no fue nombrada en la demanda, respondió al litigio diciendo que «toma esta situación extremadamente en serio» y se comprometió a «cooperar plenamente y ayudar» a las partes legales involucradas.